# Liga de Voleibol Superior Femenino 2022
La Liga de Voleibol Superior Femenino 2022 si è svolta dal 18 maggio al 12 agosto 2022: al torneo hanno partecipato 5 franchigie portoricane e la vittoria finale è andata per la diciottesima volta alle Pinkin de Corozal.

## Regolamento
Le squadre hanno disputato un girone all'italiana, sfidando ogni avversaria quattro volte, per un totale di sedici incontri; al termine della regular season:
- Le prime quattro classificate hanno acceduto ai play-off scudetto, strutturati in semifinali e finale al meglio delle sette gare, con incroci basati sul piazzamento in stagione regolare col metodo della serpentina.

### Criteri di classifica
Se il risultato finale è stato di 3-0 o 3-1 sono stati assegnati 3 punti alla squadra vincente e 0 a quella sconfitta, se il risultato finale è stato di 3-2 sono stati assegnati 2 punti alla squadra vincente e 1 a quella sconfitta.
L'ordine del posizionamento in classifica è stato definito in base a:
- Punti;
- Numero di partite vinte;
- Ratio dei set vinti/persi;
- Ratio dei punti realizzati/subiti.

## Squadre partecipanti
Al campionato di Liga de Voleibol Superior Femenino 2022 partecipano 5 franchigie.
Delle franchigie aventi il diritto di partecipazione:
- Le Grises de Humacao hanno ceduto i propri diritti di partecipazione alle Atenienses de Manatí[2].
- Le Leonas de Ponce hanno chiesto una dispensa per poter saltare l'annata[3].
- Le Sanjuaneras de la Capital hanno scontato una stagione di sospensione dopo un contenzioso con la LVSF e la FPV[4].

| Club                  | Stagione | Città     | Impianto                        | Stagione precedente                            |
| --------------------- | -------- | --------- | ------------------------------- | ---------------------------------------------- |
| Atenienses de Manatí  | dettagli | Manatí    | Coliseo Juan Aubín Cruz Abreu   | -                                              |
| Changas de Naranjito  | dettagli | Naranjito | Coliseo Gelito Ortega           | 2ª in LVSF, semifinali play-off scudetto       |
| Criollas de Caguas    | dettagli | Caguas    | Coliseo Roger L. Mendoza        | 1ª in LVSF, Campionesse di Porto Rico          |
| Pinkin de Corozal     | dettagli | Corozal   | Coliseo Carmen Zoraida Figueroa | 4ª in LVSF, quarti di finale play-off scudetto |
| Valencianas de Juncos | dettagli | Juncos    | Coliseo Rafael Amalbert         | 5ª in LVSF, semifinali play-off scudetto       |

## Torneo

### Regular season

#### Risultati
| Risultati Regular season |                     |     |                                   |
|                          |                     |     |                                   |
| 18-05                    | Corozal - Manatí    | 2-3 | 14-25, 25-15, 18-25, 25-12, 13-15 |
| 20-05                    | Caguas - Juncos     | 3-1 | 20-25, 25-17, 25-16, 25-21        |
| 21-05                    | Naranjito - Corozal | 1-3 | 25-23, 23-25, 23-25, 16-25        |
| 22-05                    | Manatí - Juncos     | 3-0 | 25-22, 25-22, 25-13               |
| 22-05                    | Naranjito - Caguas  | 0-3 | 23-25, 20-25, 22-25               |
| 25-05                    | Juncos - Manatí     | 3-0 | 25-18, 25-23, 25-17               |
| 26-05                    | Caguas - Naranjito  | 3-0 | 25-19, 25-22, 25-19               |
| 27-05                    | Juncos - Corozal    | 3-2 | 25-19, 17-25, 25-23, 23-25, 17-15 |
| 28-05                    | Manatí - Caguas     | 2-3 | 25-21, 23-25, 25-18, 24-26, 13-15 |
| 29-05                    | Juncos - Naranjito  | 3-1 | 25-20, 21-25, 25-14, 25-19        |
| 02-06                    | Naranjito - Manatí  | 1-3 | 25-27, 21-25, 26-24, 15-25        |
| 03-06                    | Corozal - Caguas    | 1-3 | 25-22, 11-25, 21-25, 20-25        |
| 04-06                    | Naranjito - Juncos  | 3-2 | 25-14, 25-15, 23-25, 22-25, 15-12 |
| 05-06                    | Manatí - Corozal    | 2-3 | 18-25, 18-25, 26-24, 25-22, 6-15  |
| 09-06                    | Juncos - Corozal    | 1-3 | 25-21, 23-25, 17-25, 16-25        |
| 11-06                    | Caguas - Manatí     | 3-0 | 25-17, 25-19, 25-20               |
| 11-06                    | Corozal - Juncos    | 3-0 | 25-18, 25-19, 25-18               |
| 12-06                    | Caguas - Corozal    | 2-3 | 23-25, 19-25, 25-20, 25-21, 15-17 |
| 15-06                    | Naranjito - Caguas  | 0-3 | 22-25, 17-25, 18-25               |
| 16-06                    | Juncos - Manatí     | 2-3 | 16-25, 25-21, 25-20, 13-25, 10-15 |

| Risultati regular season |                     |     |                                  |
|                          |                     |     |                                  |
| 19-06                    | Corozal - Naranjito | 3-1 | 30-32, 25-12, 25-20, 26-24       |
| 19-06                    | Manatí - Caguas     | 0-3 | 21-25, 22-25, 24-26              |
| 22-06                    | Manatí - Naranjito  | 0-3 | 20-25, 10-25, 21-25              |
| 23-06                    | Naranjito - Corozal | 3-1 | 25-13, 25-20, 21-25, 25-22       |
| 24-06                    | Corozal - Manatí    | 3-1 | 25-16, 20-25, 25-16, 25-13       |
| 25-06                    | Juncos - Caguas     | 0-3 | 23-25, 27-29, 24-26              |
| 26-06                    | Naranjito - Manatí  | 1-3 | 25-17, 16-25, 22-25, 28-30       |
| 26-06                    | Corozal - Caguas    | 0-3 | 23-25, 21-25, 18-25              |
| 29-06                    | Corozal - Juncos    | 0-3 | 23-25, 16-25, 17-25              |
| 29-06                    | Caguas - Naranjito  | 3-1 | 25-14, 25-16, 23-25, 25-17       |
| 30-06                    | Caguas - Manatí     | 3-0 | 25-16, 25-22, 25-21              |
| 01-07                    | Juncos - Naranjito  | 0-3 | 24-26, 22-25, 20-25              |
| 02-07                    | Caguas - Corozal    | 1-3 | 23-25, 25-23, 14-25, 23-25       |
| 03-07                    | Naranjito - Juncos  | 1-3 | 22-25, 22-25, 25-23, 22-25       |
| 06-07                    | Manatí - Naranjito  | 3-2 | 18-25, 25-20, 27-25, 22-25, 15-9 |
| 07-07                    | Juncos - Caguas     | 3-1 | 25-21, 20-25, 25-15, 25-21       |
| 07-07                    | Manatí - Corozal    | 3-0 | 25-17, 25-16, 25-21              |
| 09-07                    | Caguas - Juncos     | 3-2 | 23-25, 25-23, 23-25, 25-13, 15-9 |
| 09-07                    | Corozal - Naranjito | 3-0 | 26-24, 25-15, 25-16              |
| 10-07                    | Manatí - Juncos     | 3-0 | 25-21, 25-21, 26-24              |

#### Classifica
| Pos. | Squadra               | Pt | G  | V  | P  | SV | SP | Ratio | PF | PS | Ratio |
| ---- | --------------------- | -- | -- | -- | -- | -- | -- | ----- | -- | -- | ----- |
| 1    | Criollas de Caguas    | 38 | 16 | 13 | 3  |    |    |       |    |    |       |
| 2    | Pinkin de Corozal     | 27 | 16 | 9  | 7  |    |    |       |    |    |       |
| 3    | Atenienses de Manatí  | 23 | 16 | 8  | 8  |    |    |       |    |    |       |
| 4    | Valencianas de Juncos | 20 | 16 | 6  | 10 |    |    |       |    |    |       |
| 5    | Changas de Naranjito  | 12 | 16 | 4  | 12 |    |    |       |    |    |       |

      Qualificata ai play-off scudetto.

### Play-off scudetto
|  | Semifinali            | Semifinali            | Semifinali            | Semifinali            | Semifinali            | Semifinali | Semifinali | Semifinali | Semifinali |  |  | Finale | Finale             | Finale             | Finale             | Finale             | Finale | Finale | Finale | Finale |  |
|  |                       |                       |                       |                       |                       |            |            |            |            |  |  |        |                    |                    |                    |                    |        |        |        |        |  |
|  | Criollas de Caguas    | Criollas de Caguas    | Criollas de Caguas    | Criollas de Caguas    | Criollas de Caguas    | 3          | 3          | 3          | 3          |  |  |        |                    |                    |                    |                    |        |        |        |        |  |
|  | Valencianas de Juncos | Valencianas de Juncos | Valencianas de Juncos | Valencianas de Juncos | Valencianas de Juncos | 1          | 2          | 0          | 0          |  |  | 1      | Criollas de Caguas | Criollas de Caguas | Criollas de Caguas | Criollas de Caguas | 0      | 0      | 0      | 0      |  |
|  | Pinkin de Corozal     | Pinkin de Corozal     | Pinkin de Corozal     | Pinkin de Corozal     | 3                     | 3          | 2          | 3          | 3          |  |  | 2      | Pinkin de Corozal  | Pinkin de Corozal  | Pinkin de Corozal  | Pinkin de Corozal  | 3      | 3      | 3      | 3      |  |
|  | Atenienses de Manatí  | Atenienses de Manatí  | Atenienses de Manatí  | Atenienses de Manatí  | 1                     | 2          | 3          | 0          | 2          |  |  |        |                    |                    |                    |                    |        |        |        |        |  |

#### Semifinali
| Gara 1 |                  |     |                            |
|        |                  |     |                            |
| 13-07  | Caguas - Juncos  | 3-1 | 25-23, 25-27, 25-18, 25-17 |
| 13-07  | Corozal - Manatí | 3-1 | 25-13, 25-19, 12-25, 25-22 |

| Gara 2 |                  |     |                                   |
|        |                  |     |                                   |
| 15-07  | Juncos - Caguas  | 2-3 | 25-18, 25-18, 24-26, 20-25, 9-15  |
| 15-07  | Manatí - Corozal | 2-3 | 12-25, 23-25, 25-18, 25-23, 12-15 |

| Gara 3 |                  |     |                                   |
|        |                  |     |                                   |
| 16-07  | Caguas - Juncos  | 3-0 | 25-16, 25-15, 25-21               |
| 17-07  | Corozal - Manatí | 2-3 | 23-25, 25-10, 20-25, 25-17, 12-15 |

| Gara 4 |                  |     |                     |
|        |                  |     |                     |
| 18-07  | Juncos - Caguas  | 0-3 | 16-25, 21-25, 26-28 |
| 19-07  | Manatí - Corozal | 0-3 | 21-25, 17-25, 24-26 |

| \| Gara 5 \| \| \| \| \| \| \| \| \| \| 20-07 \| Corozal - Manatí \| 3-2 \| 25-19, 25-20, 20-25, 23-25, 15-9 \| |                  |     |                                  |
| Gara 5 |                  |     |                                  |
| |                  |     |                                  |
| 20-07 | Corozal - Manatí | 3-2 | 25-19, 25-20, 20-25, 23-25, 15-9 |

#### Finale
| Gara 1 |                  |     |                     |
|        |                  |     |                     |
| 06-08  | Caguas - Corozal | 0-3 | 27-29, 21-25, 15-25 |

| Gara 2 |                  |     |                     |
|        |                  |     |                     |
| 08-08  | Corozal - Caguas | 3-0 | 25-18, 25-19, 28-26 |

| Gara 3 |                  |     |                     |
|        |                  |     |                     |
| 10-08  | Caguas - Corozal | 0-3 | 23-25, 20-25, 17-25 |

| Gara 4 |                  |     |                     |
|        |                  |     |                     |
| 12-08  | Corozal - Caguas | 3-0 | 25-16, 30-28, 25-23 |

## Premi individuali
| Premio                   | Giocatrice           | Squadra              |
| ------------------------ | -------------------- | -------------------- |
| MVP della Regular Season | Payton Caffrey       | Pinkin de Corozal    |
| MVP delle finali         | Raymariely Santos    | Pinkin de Corozal    |
| Miglior palleggiatrice   | Raymariely Santos    | Pinkin de Corozal    |
| Rising star              | Brittany Abercrombie | Pinkin de Corozal    |
| Miglior ritorno          | Karla Santos         | Atenienses de Manatí |
| Miglior esordiente       | Sharlissa de Jesús   | Pinkin de Corozal    |
| Miglior allenatore       | Ángel Pérez          | Pinkin de Corozal    |
| Miglior presidente       | Lillibeth Rojas      | Pinkin de Corozal    |
| All-Star Team            | Raymariely Santos    | Pinkin de Corozal    |
| All-Star Team            | Payton Caffrey       | Pinkin de Corozal    |
| All-Star Team            | Adora Anae           | Criollas de Caguas   |
| All-Star Team            | Neira Ortiz          | Criollas de Caguas   |
| All-Star Team            | Taylor Sandbothe     | Criollas de Caguas   |
| All-Star Team            | Alison Bastianelli   | Atenienses de Manatí |
| All-Star Team            | Karsta Lowe          | Changas de Naranjito |
| All-Star Team            | Shara Venegas        | Criollas de Caguas   |
| All-Star Team            | Nayka Benítez        | Atenienses de Manatí |